# Saint-Georges (Malleray)

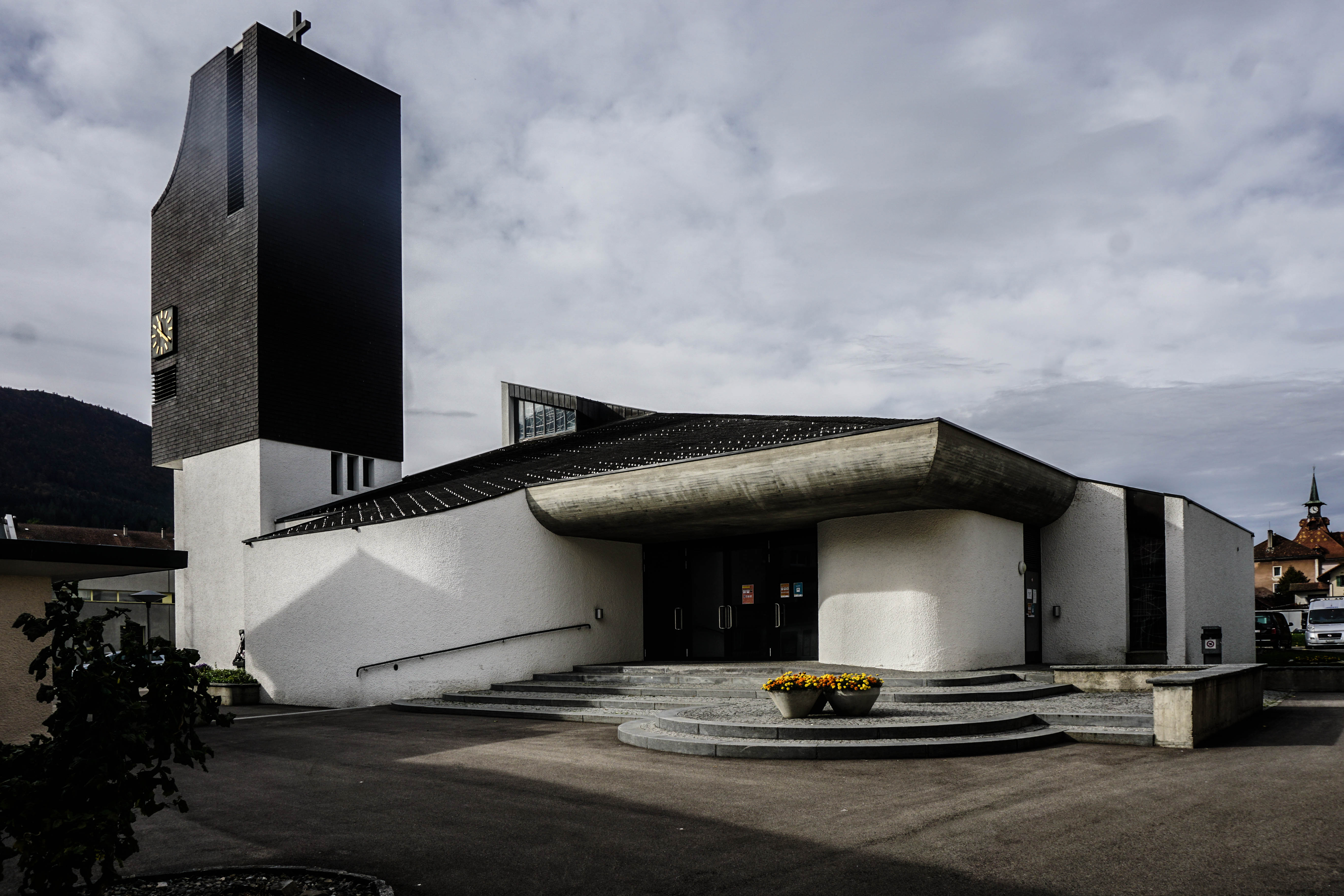
Kirche Saint-Georges, Haupteingang

Die Kirche Saint-Georges in Malleray in der Gemeinde Valbirse wurde 1972 als Kirche für die Katholiken von Malleray-Bévillard und Umgebung an der Grand-Rue 20 gebaut.

## Geschichte
1903 wurde Emile Hüsser (1877–1933) Vikar in Moutier und 1904 erster Pfarrer für das Val de Tavannes. Er trat 1925 aus gesundheitlichen Gründen zurück. Die Katholiken mussten zum Gottesdienst nach Moutier oder ab 1930 Tavannes reisen. 1947 wurde die Villa Blanchard in Malleray, das heutige Pfarrhaus, erworben. 1952 bildeten sich verschiedene Gruppierungen und der erste ständige Pfarrer im Tal der Birs, Alphonse Juillard, wurde eingesetzt. 1953 erfolgte die offizielle Anerkennung der Pfarrei mit den Orten Malleray, Bévilard, Court, Sorvilier, Champoz, und Pontenet durch die Berner Regierung.
In Court kaufte man 1964 eine Immobilie zur Einrichtung einer Kapelle, die 1966 eingeweiht und 1989 der heiligen Therese von Lisieux gewidmet wurde. Die Kapelle wurde am 26. Juni 2016 mit einer letzten heiligen Messe aufgegeben. Die Statue der Heiligen Therese fand in der Kirche von Malleray einen neuen Platz.
In Malleray begannen 1953 erste Studien zum Bau einer eigenen Kirche. Aus Mangel an finanziellen Mitteln begnügte man sich auf den Bau eines Gemeindehauses mit Nebengebäude, in dem zwei Wohnungen, der Versammlungssaal und eine Kindergartenklasse eingerichtet wurden. Das Architekturbüro Heimann-Wuilloud erstellte den im April 1956 eingeweihten Bau.
In den folgenden Jahren wurde das Kirchenprojekt vorangetrieben. Es wurde Geld gesammelt, 1978 eine Baukommission gebildet und ein Projektwettbewerb gestartet, an dem 36 Architekturbüros teilnahmen. Den Zuschlag erhielt der Architekt Hansjörg Sperisen (1936–2016) aus Solothurn. Sein Projekt wurde zur Ausführung dem ortsansässigen Architekturbüro Heimann-Wuilloud übertragen. Die Bauarbeiten begannen mit der Grundsteinlegung am 26. Juni 1971 und wurden 1971 beendet. Am 3. Dezember 1971 wurde die Kirche unter dem Patronat des heiligen Georg vom damaligen Generalvikar Joseph Candolfi geweiht.

## Baubeschreibung

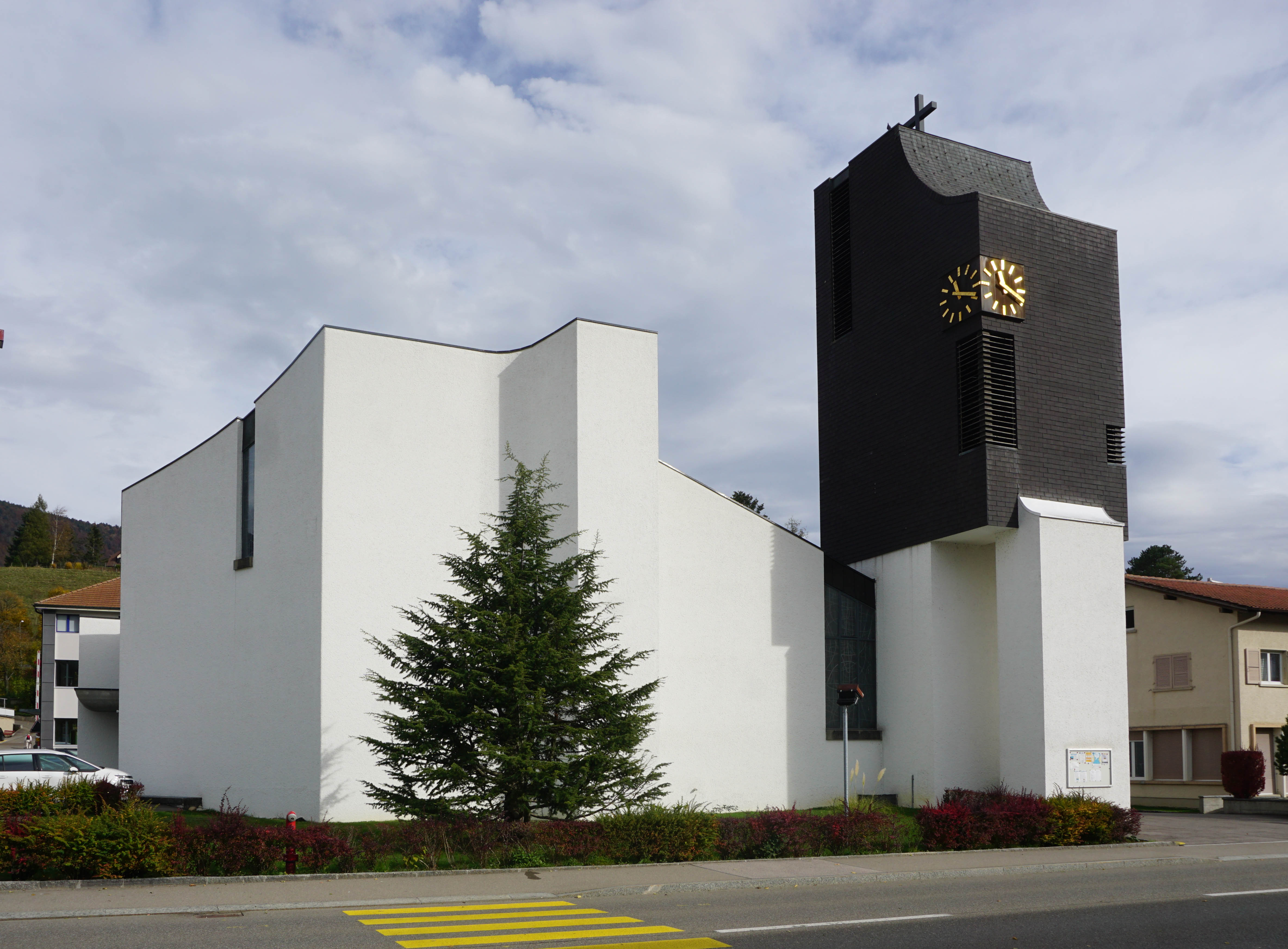
Kirche Saint-Georges

Die Kirche ist ein gemauertes und weissverputztes Gebäude, mit einem mit Faserzementplatten bedecktem Dach, das zwei unregelmässige Neigungen hat. Der imposante Glockenturm ist in der oberen Hälfte wie das Kirchendach verkleidet. 
Der Bau ist mit verschiedenartigen Formen unterteilt, schräge und abrundete Wände mit unterschiedlichen Höhen bilden einen unregelmässig zusammengefügten Baukörper. Ähnlich wie die benachbarte Kirche von Moutier ist der Typus dieser Kirche vergleichbar mit anderen Sakralbauten in der zweiten Hälfte des 20. Jahrhunderts, deren Baustil von Le Corbusier beeinflusst wurde. 
Die Nebengebäude begrenzen das Areal zu den benachbarten Grundstücken und ein von zwei Seiten zugänglicher Hof trennt die zur Strassenecke freistehende Kirche ab. Der Haupteingang zur Kirche befindet sich an der Hofseite.

### Innenraum und künstlerische Ausstattung

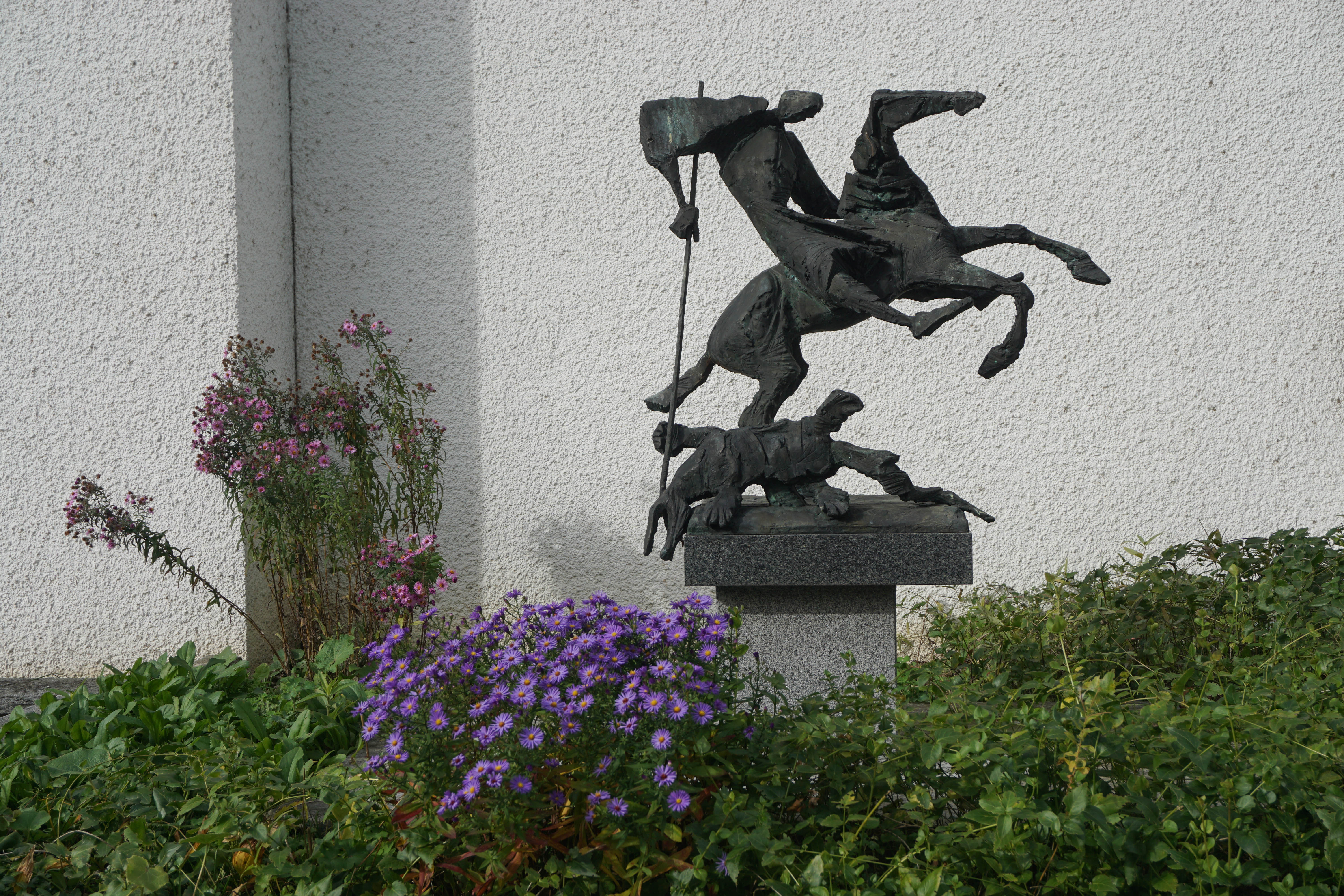
Skulptur Saint-Georges
von Georges Schneider

Unter der zum Altarraum ansteigenden, dunkel gebeizten Holzdecke sind die Kirchenbänke halbrund um den sakralen Bereich ausgerichtet. Tageslicht fällt aus verschieden geformten Buntglasfenstern von mehreren Seiten in den sonst dunklen Raum. 1982 erhielt die Kirche ihre farbigen Fenster. Die Glasmalereien sind das Werk von Jean-François Comment. Mit der Ausstattung des Chors und der Werktagskapelle war der Solothurner Bildhauer Jean Hutter (1905–1983) beauftragt. 
Der Altar in ovaler Grundform, ist mit einer augenförmigen Öffnung durchbrochen, der Tabernakel steht eingefügt in eine zylindrische Säule vor dem schmalen Seitenfenster, das Lesepult mit dem davorstehenden Taufbecken an der rechten Seite, wie auch die Sedilien, sind ebenfalls aus massiven Blöcken geformt. Der Altar der Werktagskapelle ist ähnlich dem Hochaltar oval geformt. Dort ist auch die Statue der Therese von Lisieux aufgestellt. 
Neben dem Turm vor dem Haupteingang steht eine Statue des Kirchenpatrons Sankt Georg. Der Bronzeguss wurde 1975 von Georges Schneider angefertigt.

## Orgel

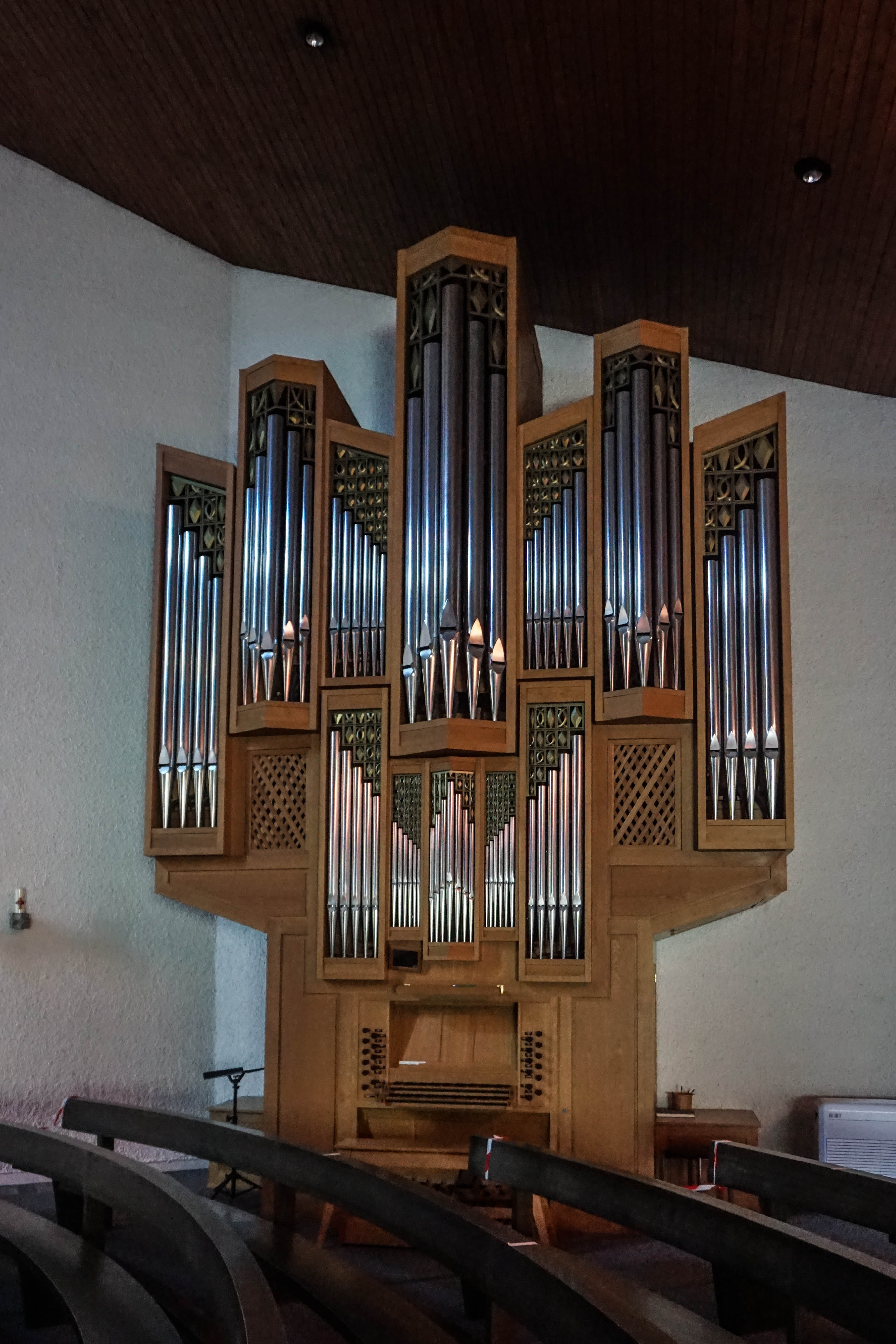
Orgel von Saint-Georges

Das provisorisch eingesetzte, elektronische Instrument wurde 1990 durch eine neue, grosse Orgel von Jean-François Mingot, Lausanne, ersetzt. Die Orgel umfasst 22 klingende Register mit mechanischer Traktur und Schleifladen auf zwei Manualen und Pedal.
| I Grand Orgue C–g3 |        |
| Bourdon            | 16′    |
| Montre             | 8′     |
| Flûte              | 8′     |
| Prestant           | 4′     |
| Quinte             | 2 ⁄3′  |
| Flûte              | 2′     |
| Tierce             | 1 3⁄5′ |
| Mixture V          | 2′     |
| Trompette          | 8′     |

| II Echo expressif C–g3 |       |
| Bourdon                | 8′    |
| Salicional             | 8′    |
| Montre                 | 4′    |
| Flûte                  | 4′    |
| Doublette              | 2′    |
| Largiot                | 1 ⁄3′ |
| Cymbale                | 1⁄2′  |
| Musette                | 8′    |
| Tremblant              |       |

| Pédale C–f1 |     |
| Soubasse    | 16′ |
| Basse       | 8′  |
| Principal   | 4′  |
| Dulcian     | 16′ |
| Trompette   | 8′  |

- Koppeln: II/I, I/P, II/P
- Appels: Mixtur V, Trompette (Manual I), Cymbale (Manual II), Dulcian, Trompette (Pedal)
- Traktur: vollmechanisch

## Geläute
Die vier von Rüetschi in Aarau im Mai 1972 gegossenen Glocken mit Namen Gisèle, Rita, Angelina und Notre-Dame wurden am 28. Oktober 1972 geweiht und von Schulkindern in den Turm aufgezogen.